# Trận Konya
Trận Konya xảy ra giữa quân đội của Đế quốc Ottoman với quân đội Ai Cập, diẽn ra vào ngày 21 tháng 12 năm 1832, ở bên ngoài thành phố Konya ngày nay của Thổ Nhĩ Kỳ. Ibrahim Pasha đã lãnh đạo quân đội Ai Cập, trong khi quân đội Ottoman được đặt dưới sự chỉ huy của Đại Vizia Reshid Mehmed Pasha. Trận chiến kết thúc với sự toàn thắng của người Ai Cập.

## Bối cảnh
Ngày 29 tháng 10 năm 1831, Chiến tranh Ai Cập-Thổ lần thứ nhất bùng nổ bằng việc người Ai Cập mở màn triển khai chiến dịch chiếm đóng Syria. Hai đội quân Ai Cập đã được điều động để tham chiến: cánh quân bộ do tướng Ibrahim Yakan chi huy, một cánh quân khác đi đường biển đổ bộ lên Jaffa và đặt dưới sự lãnh đạo của Ibrahim Pasha. Jerusalem và các vùng bờ biển của Palesstine và Lebanon nhanh chóng bị chiếm đóng, trừ Acre, pháo đài có các bức tường bất khả xâm phạm cùng với một lực lượng đồn trú khá mạnh, với ba ngàn tay súng và nhiều pháo binh tinh nhuệ. Dưới sự chỉ huy của Paha Abdullah Elgazar, quán Ottoman đã tử thủ bảo vệ Acre trong mộtj cuộc bao váy đẫm máu kéo dài, cho tới khi pháo đài thất thủ vào ngày 27 tháng 5 năm 1832.
Trận chiến cuối cùng của chiến dịch 1831-1832, đã diễn ra ở Konya từ ngày 18 đến ngày 21 tháng 12 năm 1832. Các cuộc đụng độ nhỏ giữa lính trinh sát của hai phe đã liên tục diễn ra, cho đến khi chiến trường chính nổ ra vào ngày 21 tháng 12 năm 1832.

## Tương quan lực lượng
Quân đội Ai Cập do Ibrahim làm tổng chỉ huy, gồm một lực lượng khoảng 50.000 người được tập hợp ở các khu vực thuộc Đại Syria, trong đó có cả tân binh được tuyển mộ ở Syria cùng khoảng 7.000 quân trợ chiến và không chính quy Ả Rập. Lực lượng Ai Cập được phân bổ làm mười lữ đoàn bộ binh, mười hai lữ đoàn kỵ binh và các đơn vị pháo binh cùng các kỹ sư quân sự. Quân Ai CẬp được dàn trải khắp trên đường hành quân, và chỉ có khoảng 27.000 quân là thường trực có mặt ở Konya. Tuy nhiên, đây lại là các lực lượng tinh nhuệ nhất của người Ai CẬp. Tại trận chiến, Ibrahim có hai mươi tiểu đoàn bộ binh, hai mươi tám đại đội kỵ binh, và 48 khẩu súng đại bác.
Trong khi đó, Reshid Pasha trưng tập một đội quân khoảng 80.000 người từ các tỉnh của Đế quốc, trong đó có nhiều binh lính được tuyển mộ từ Albania và Bosnia. Tại chiến trường, Reshid có khoảng 54.000 quân, bao gồm năm mươi tư tiểu đoàn bộ binh, hai mươi tám đại đội kỵ binh và 100 khẩu đại bác: tuy nhiên trong đó có khoảng 20.000 người là quân không chính quy.

## Chiến trường và tổ chức trận chiến
Cuộc chiến chính yếu diễn ra vào ngày 21 tháng 12 năm 1832, nhằm mục tiêu kiểm soát con đường từ Konya tới thành phố Istanbul, phía bắc của bức tường thành Konya, với khoảng 20.000 vào năm 1832.